# Stenodrina agramma
Stenodrina agramma är en fjärilsart som beskrevs av Brandt 1938. Stenodrina agramma ingår i släktet Stenodrina och familjen nattflyn. Inga underarter finns listade i Catalogue of Life.